# Bäckdvärgblomfluga
Bäckdvärgblomfluga (Neoascia geniculata) är en tvåvingeart som först beskrevs av Johann Wilhelm Meigen 1822.  Bäckdvärgblomfluga ingår i släktet dvärgblomflugor, och familjen blomflugor. Arten är reproducerande i Sverige. Inga underarter finns listade i Catalogue of Life.